# كفر سندوة
كفر سندوة إحدى قرى مركز شبين القناطر التابع لمحافظة القليوبية بجمهورية مصر العربية.

## السكان
بلغ عدد سكان كفر سندوة 5,058 نسمة، حسب الإحصاء الرسمي لعام 2006.